# Mantidactylus
Mantidactylus Boulenger, 1895 è un genere di anfibi anuri della famiglia Mantellidae, endemico del Madagascar.

## Tassonomia
Comprende le seguenti 37 specie:
- Mantidactylus aerumnalis (Peracca, 1893)
- Mantidactylus albofrenatus (Müller, 1892)
- Mantidactylus alutus (Peracca, 1893)
- Mantidactylus ambohimitombi Boulenger, 1919
- Mantidactylus ambony Scherz, Rasolonjatovo, Köhler, Rancilhac, Rakotoarison, Raselimanana, Ohler, Preick, Hofreiter, Glaw, and Vences, 2020
- Mantidactylus ambreensis Mocquard, 1895
- Mantidactylus argenteus Methuen, 1920
- Mantidactylus atsimo Scherz, Glaw, Hutter, Bletz, Rakotoarison, Köhler e Vences, 2019
- Mantidactylus bellyi Mocquard, 1895
- Mantidactylus betsileanus (Boulenger, 1882)
- Mantidactylus biporus (Boulenger, 1889)
- Mantidactylus bourgati Guibé, 1974
- Mantidactylus brevipalmatus Ahl, 1929
- Mantidactylus charlotteae Vences and Glaw, 2004
- Mantidactylus cowanii (Boulenger, 1882)
- Mantidactylus curtus (Boulenger, 1882)
- Mantidactylus delormei Angel, 1938
- Mantidactylus femoralis (Boulenger, 1882)
- Mantidactylus grandidieri Mocquard, 1895
- Mantidactylus guttulatus (Boulenger, 1881)
- Mantidactylus lugubris (Duméril, 1853)
- Mantidactylus madecassus (Millot and Guibé, 1950)
- Mantidactylus majori Boulenger, 1896
- Mantidactylus melanopleura (Mocquard, 1901)
- Mantidactylus mocquardi Angel, 1929
- Mantidactylus multiplicatus Boettger, 1913
- Mantidactylus noralottae Mercurio and Andreone, 2007
- Mantidactylus opiparis (Peracca, 1893)
- Mantidactylus paidroa Bora, Ramilijaona, Raminosoa & Vences, 2011[2]
- Mantidactylus pauliani Guibé, 1974
- Mantidactylus petakorona Scherz, Glaw, Hutter, Bletz, Rakotoarison, Köhler, and Vences, 2019
- Mantidactylus radaka Rancilhac, Bruy, Scherz, Pereira Silva, Preick, Straube, Lyra, Ohler, Streicher, Andreone, Crottini, Hutter, Randrianantoandro, Rakotoarison, Glaw, Hofreiter e Vences, 2020
- Mantidactylus schulzi Vences, Hildenbrand, Warmuth, Andreone, and Glaw, 2018
- Mantidactylus tricinctus (Guibé, 1947)
- Mantidactylus ulcerosus (Boettger, 1880)
- Mantidactylus zipperi Vences and Glaw, 2004
- Mantidactylus zolitschka Glaw and Vences, 2004

Molte specie che in passato venivano attribuite a questo genere sono ora classificate nei generi Blommersia, Boehmantis, Gephyromantis, Guibemantis, Spinomantis, Wakea.